# Euplexaura amerea
Euplexaura amerea is een zachte koraalsoort uit de familie Plexauridae. De koraalsoort komt uit het geslacht Euplexaura. Euplexaura amerea werd in 1999 voor het eerst wetenschappelijk beschreven door Grasshoff. 